# Элская узкоколейная железная дорога

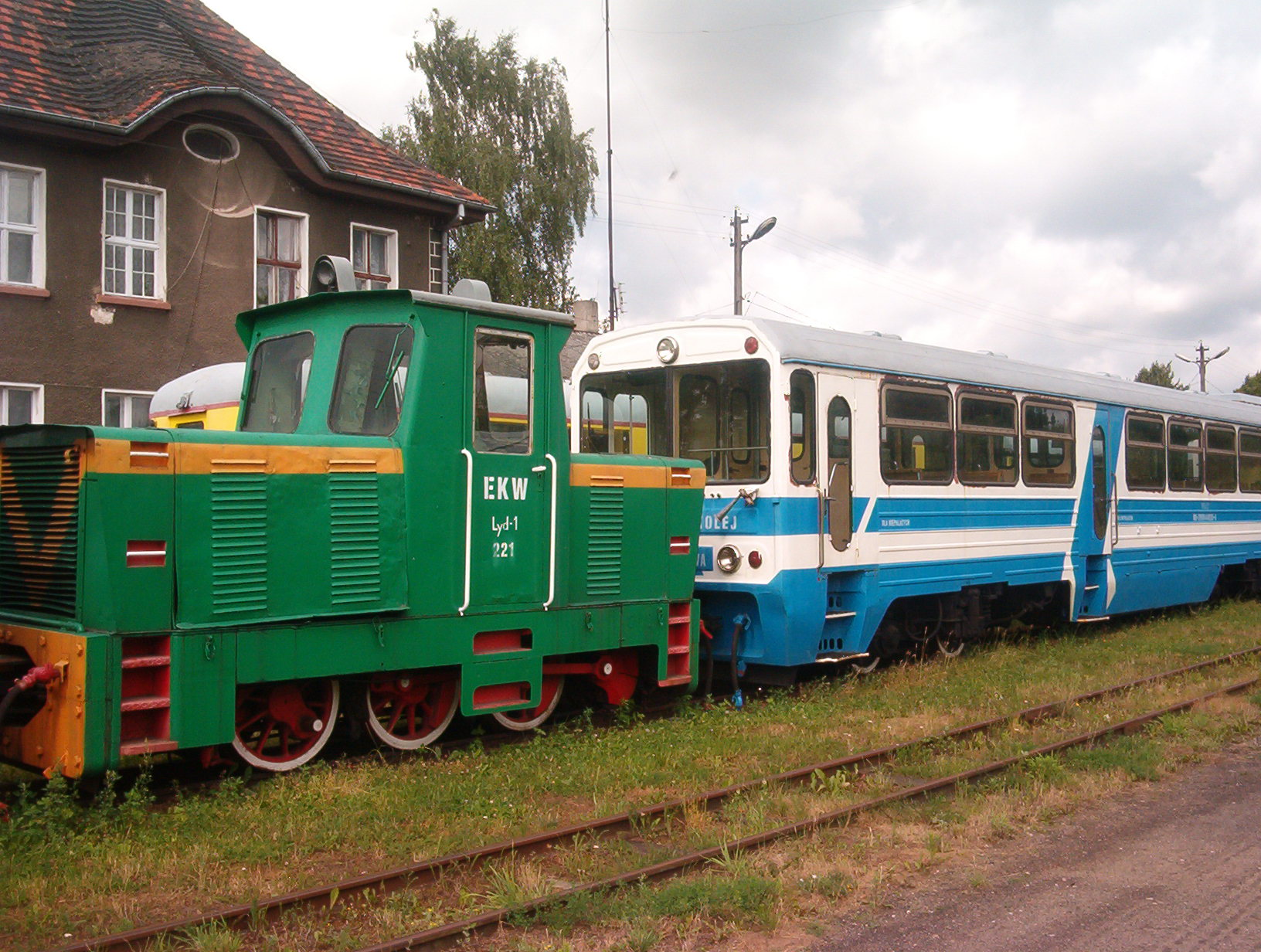
Мотовоз Lyd1 на станции Элк

Элская узкоколейная железная дорога железнодорожная линия с шириной колеи 750 мм в Польше между городом Элк и деревней Турово (пол. Turowo). Протяжённость линии 47,66 км, имеется ответвление на Завады-Творки (пол. Zawady-Tworki); 9,68 км).
Дорога была построена в период с 1910 по 1918 год компанией Lycker Kleinbahn Aktiengesellschaft. Первый участкок линии протяжённостью 24,76 км до Божимы (пол. Borzymy) с ответвлением на Zawady-Tworki был открыт 23 октября 1913 года, второй 1 декабря 1915 года. Дорога имела ширину колеи 1000 мм.
В 1938 году дорога перевезла 29026 тонн грузов и 54837 пассажиров. В 1939 году парк подвижного состава дороги составляли 5 паровозов, 9 пассажирских вагонов, 2 почтовых вагона и 37 товарных вагонов.
Во время Второй мировой войны дорога была практически уничтожена в ходе боевых действий. В 1951 году линия была восстановлена с шириной колеи 750 мм. С 1968 года на дороге используются мотовозы и тепловозы.
В 1992 году дорога получила статус памятника.
Несмотря на большую популярность у местных жителей дорога убыточна и не покрывает эксплуатационных расходов.
На станции Элк имеется небольшой железнодорожный музей.